# Уго Буено
У́го Буе́но Ло́пес (ісп. Hugo Bueno López; нар. 18 вересня 2002, Віго) — іспанський футболіст, захисник англійського клубу «Вулвергемптон Вондерерз».

## Клубна кар'єра

### «Вулвергемптон Вондерерз»
Займався футболом в юнацькій команді «Ароса», звідки влітку 2019 року перейшов до академії англійського клубу «Вулвергемптон Вондерерз». 3 липня 2020 року підписав з клубом свій перший професіональний контракт, що розрахований до літа 2022 року. 5 серпня 2021 року продовжив контракт до 2023 року з опцією продовження ще на один рік.
У сезоні 2022–23 переведений до першої команди клубу. 15 жовтня 2022 року дебютував за «Вулвергемптон Вондерерз» в матчі англійської Прем'єр-ліги проти клубу «Ноттінгем Форест», вийшовши на заміну Раяну Аїт-Нурі. 2 листопада 2022 року підписав новий чотирирічний контракт з клубом. У своєму дебютному сезоні провів 23 поєдинки за «Вулвергемптон».
2 листопада 2023 року підписав з «Вулвергемптоном» контракт до 2028 року. 16 березня 2024 року в поєдинку чвертьфіналу Кубка Англії проти «Ковентрі Сіті» забив свій перший гол у професіональній кар'єрі.

#### Оренда у «Феєнорд»
13 серпня 2024 року перейшов на правах оренди в нідерландський «Феєнорд» до кінця сезону. 18 серпня дебютував за «Феєнорд» у матчі Ередивізі проти «Зволле», вийшовши в стартовому складі. У цій грі також відзначившся результативною передачею. 2 жовтня 2024 року в матчі загального етапу Ліги чемпіонів УЄФА проти іспанської «Жирони» дебютував у єврокубках, вийшовши в стартовому складі. Всього за час оренди провів 30 поєдинків.

## Кар'єра в збірній
Виступав за збірні Іспанії до 18 і до 21 року.
В травні 2024 року отримав виклик до збірної Галісії для участі в товариському матчі проти збірної Панами. 31 травня в поєдинку з Панамою дебютував за збірну Галісії, вийшовши на заміну Альваро Лемосу.
В червні 2025 року потрапив в заявку збірної до 21 року на молодіжний чемпіонат Європи в Словаччині. На турнірі провів три матчі, а його команда дійшла до чвертьфіналу, де поступилась англійцям.

## Особисте життя
Його брат-близнюк, Гільє, також професіональний футболіст і виступає за німецький «Дармштадт 98».

## Статистика виступів
Станом на 16 серпня 2025 
| Клуб                    | Сезон             | Чемпіонат         | Чемпіонат | Чемпіонат | Кубок | Кубок | Кубок ліги | Кубок ліги | Єврокубки | Єврокубки | Інші  | Інші | Всього | Всього |
| Клуб                    | Сезон             | Дивізіон          | Матчі     | Голи      | Матчі | Голи  | Матчі      | Голи       | Матчі     | Голи      | Матчі | Гол  | Матчі  | Голи   |
| ----------------------- | ----------------- | ----------------- | --------- | --------- | ----- | ----- | ---------- | ---------- | --------- | --------- | ----- | ---- | ------ | ------ |
| Вулвергемптон Вондерерз | 2022–23           | Прем'єр-ліга      | 21        | 0         | 1     | 0     | 1          | 0          | —         | —         | —     | —    | 23     | 0      |
| Вулвергемптон Вондерерз | 2023–24           | Прем'єр-ліга      | 21        | 0         | 2     | 1     | 2          | 0          | —         | —         | —     | —    | 25     | 1      |
| Вулвергемптон Вондерерз | 2025–26           | Прем'єр-ліга      | 1         | 0         | 0     | 0     | 0          | 0          | —         | —         | —     | —    | 1      | 0      |
| Вулвергемптон Вондерерз | Всього            | Всього            | 43        | 0         | 3     | 1     | 3          | 0          | 0         | 0         | 0     | 0    | 49     | 1      |
| → Феєнорд               | 2024–25           | Ередивізі         | 20        | 0         | 1     | 0     | —          | —          | 9         | 0         | 0     | 0    | 30     | 0      |
| Всього за кар'єру       | Всього за кар'єру | Всього за кар'єру | 63        | 0         | 4     | 1     | 3          | 0          | 9         | 0         | 0     | 0    | 79     | 1      |

1. ↑  Матчі в Лізі чемпіонів УЄФА